# أليسون نويل
أليسون نويل (بالإنجليزية: Alyson Noël) (3 ديسمبر 1965، لاغونا بيتش في الولايات المتحدة)؛ كاتبة للأطفال، مضيفة طيران، كاتِبة وروائية أمريكية.

## روابط خارجية
- أليسون نويل على موقع IMDb (الإنجليزية)